# Andreas Babler
Andreas Babler (Mödling, 25 febbraio 1973) è un politico austriaco, Vicecancelliere federale e Ministro delle Abitazioni, delle Arti, della Cultura, del Servizio civile e dello Sport dell’Austria nel Governo Stocker dal 3 marzo 2025, nonché membro del Consiglio nazionale dal 24 ottobre 2024 e Presidente del Partito Socialdemocratico d'Austria dal 6 giugno 2023.
In precedenza, egli è stato altresì membro del Consiglio federale dell'Austria dal 23 marzo 2023 al 24 ottobre 2024, nonché Sindaco di Traiskirchen dal 29 ottobre 2014 al 24 ottobre 2024.

## Biografia
Babler crebbe in una famiglia operaia della Semperit, un'azienda produttrice di polimeri industriali e prodotti in plastica. Ha frequentato l'istituto tecnico a Mödling e successivamente ha lavorato come montatore, operaio di magazzino e in un impianto di imbottigliamento di acqua minerale.
Dopo aver iniziato la sua carriera in politica, ha studiato comunicazione politica presso l'Università per la formazione continua Krems.
Nel 1989 entra a far parte della Gioventù Socialista Austria, associazione giovanile dell'SPÖ.
Nel 1995 è diventato membro del consiglio comunale di Traiskirchen, di cui divenne sindaco nel 2014.
Ha ricevuto una regolare attenzione a livello nazionale grazie al campo profughi di Traiskirchen, il più grande campo profughi in Austria e uno dei più grandi in Europa.
Nelle elezioni provinciali della Bassa Austria del 2023 Babler ha ricevuto 20.000 voti di preferenza. Traiskirchen era una delle pochissime città con aumenti per la SPÖ. In seguito a questo successo, fu nominato presidente di una commissione di riforma del Partito socialdemocratico della Bassa Austria. Babler è stato in seguito nominato membro della camera alta del parlamento austriaco, il Consiglio federale (Bundesrat), come rappresentante per la Bassa Austria nel marzo 2023.
In quel periodo annunciò la sua candidatura alle primarie dell'SPÖ per l'elezione del nuovo presidente. Al primo turno del 24 aprile ottenne il 31,5% dei voti posizionandosi al secondo posto dietro al candidato Hans Peter Doskozil e davanti alla presidente uscente Pamela Rendi-Wagner per soli 175 voti di differenza. Il 3 giugno il congresso del partito si riunì per eleggere il nuovo presidente e la maggioranza votò per Babler con il 53,1%.